# Teatro Mauro Bolognini
Il Teatro Mauro Bolgonini, noto anche come Piccolo Teatro Mauro Bolognini, è un teatro situato a Pistoia.

## Storia
Il teatro, originariamente denominato Teatro Provinciale, fu realizzato negli anni trenta all'interno della corte-giardino di un palazzo del Settecento dove ha sede anche l'Ufficio Tecnico Comunale. L'immobile subì danni durante l'ultimo conflitto  e nel 1958 risulta già passato in proprietà alla Regione Toscana. La sua ultima redazione, prima degli interventi di recupero in corso di ultimazione, risale agli anni cinquanta quando venne allestita la sala rettangolare con galleria, un palcoscenico in legno su travi in cemento armato che si apriva alla sala grazie a un ampio boccascena dotato di sipario  e mantovana e con cinque camerini disposti sul lato sinistro.
Dopo un lungo periodo di abbandono, che ha causato un grave deperimento, recentemente si sono avviati lavori di ristrutturazione e di adeguamento per riconsegnare all'attività  questa struttura teatrale di medie dimensioni. La struttura, recuperata oltre che alle tradizionali attività teatrali, prosa e concerti, è destinata anche a conferenze, assemblee civiche, seminari anche con impiego di proiezioni audiovisive.  In questo modo, data la sua ubicazione centrale, è tornato a essere il luogo deputato dell'Amministrazione Comunale per manifestazioni culturali e pubbliche.